# Most nad Mleczną
Most nad Mleczną — zabytkowy most rzeczny znajdujący się w Katowicach, wpisany do rejestru zabytków pod numerem A/1321/23 w dniu 20 lutego 1984.

## Historia
Most łączący oba brzegi rzeki zbudowany został na przełomie XIX i XX wieku (1898 lub 1900). Znajduje się nad rzeką Mleczną w województwie śląskim. Został poddany remontowi na początku lat 90. XX wieku. Most znajduje się w rejestrze zabytków od 20 lutego 1984. Niegdyś służył na potrzeby miejscowego ruchu drogowego, jednak obecnie w wyniku znacznej dewastacji został zamknięty i obecnie funkcjonuje jako odcinek spacerowy dla mieszkańców. oraz jako miejscowa atrakcja (zabytek techniki). W lipcu 2021 roku rozpoczęła się przebudowa mostu. Kosztowała niespełna 1 milion złotych i trwała do końca grudnia 2021 roku.

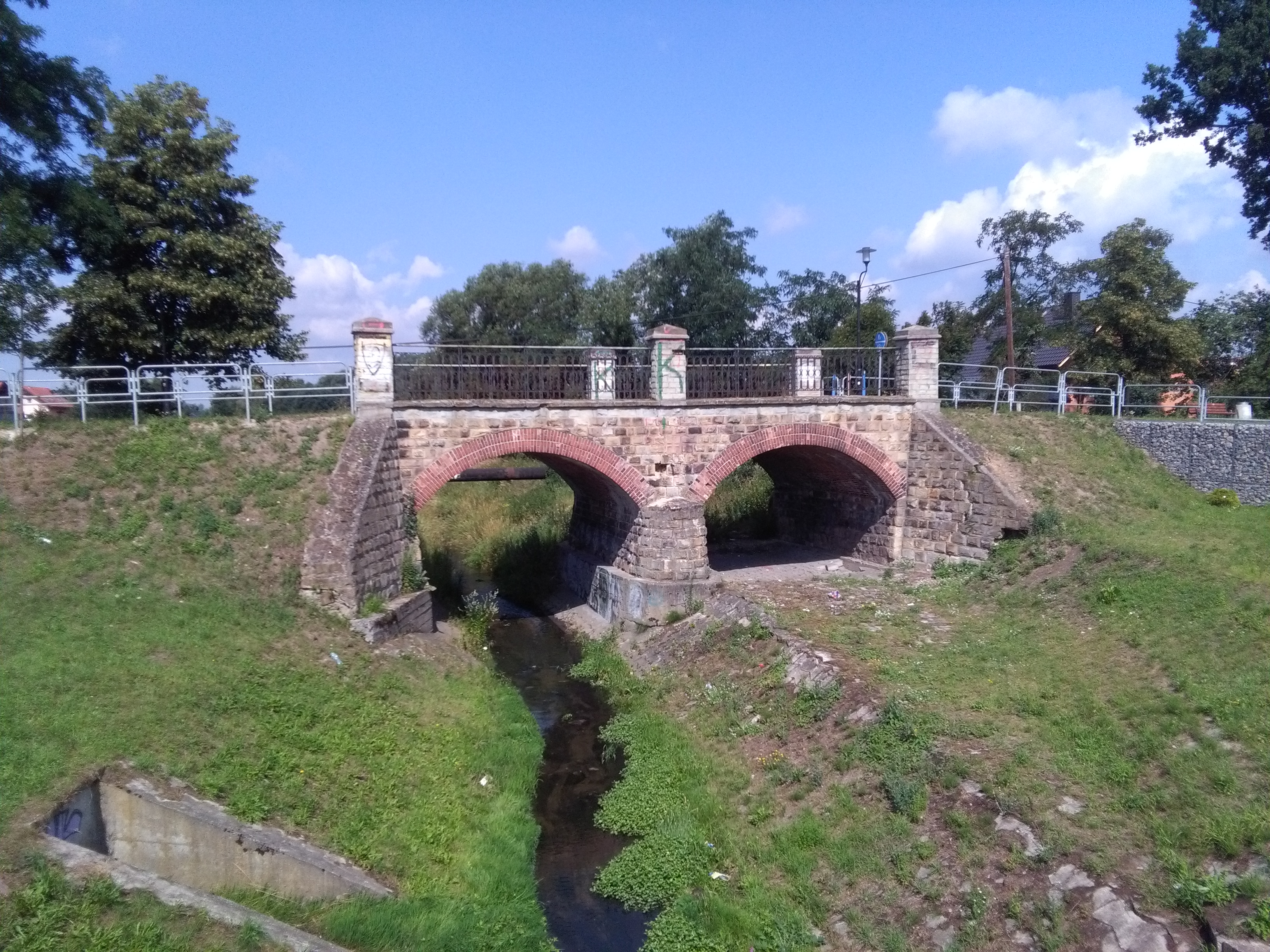
Most w 2018 roku

Zanim wybudowano obecną konstrukcję, oba brzegi dzisiejszej rzeczki Mlecznej łączyły odbudowywane co jakiś czas mosty drewniane, które wznoszone zostały w tym miejscu dość dawno. Świadczy o tym fakt, iż przebiegała w tym miejscu od czasów średniowiecza pszczyńska odnoga dawnego szlaku handlowego, biegnąca od Krakowa przez Gliwice do Wrocławia.

## Konstrukcja
Most o konstrukcji łukowej, wzniesiony został z ciosów kamiennych, a także częściowo z cegły. Składa się z dwóch przęseł o wykroju łuku odcinkowego opartych na masywnych kamiennych filarach. Łuki przęseł wykonane są z cegły. Drogę zabezpiecza metalowa ozdobna balustrada rozpięta między ceglanymi słupkami.